# Březák (Benešovská pahorkatina)
Březák je zalesněný kopec u vesnice Lbosín na území obce Divišov v Posázaví. Dosahuje výšky 533 m n. m., ční nad údolím Křešického potoka. Na jeho vrcholu v minulosti stála dřevěná triangulační věž, která byla funkční zhruba do roku 1960. V letech 2013–2014 byla na vrcholu Březáku postavena rozhledna Špulka, k níž vede 1 km dlouhá Ptačí naučná stezka z parkoviště na okraji Lbosína. Plocha na vrcholu kopce pod rozhlednou byla vydlážděná kameny z nedalekého lomu tak, že při pohledu shora z rozhledny tvoří mapu mikroregionu CHOPOS, který stavbu rozhledny zaštiťoval. V této kamenné mapě jsou pak umístěny i kameny s názvy obcí a památek, spadajících do tohoto mikroregionu.